# Plano, Texas
Plano este un oraș din statul Texas, Statele Unite ale Americii. 

## Personalități născute aici
- Lance Armstrong (n. 1971), ciclist.